# Rudolf Kasper
Rudolf Kasper (* 29. November 1896 in Ober-Drewitsch, Österreich-Ungarn; † 31. Januar 1947 in der SBZ) war ein nationalsozialistischer Gewerkschaftsführer, Mitglied des Tschechoslowakischen Abgeordnetenhauses und späterer SS-Führer.

## Leben
Nach dem Abitur in Trautenau wurde Kasper 1915 Soldat der österreichisch-ungarischen Landstreitkräfte. Im Mai 1917 geriet er in italienische Gefangenschaft, aus der er im September 1919 entlassen wurde. 1929–1933 war Kasper im tschechischen Parlament Abgeordneter für die Deutschen Nationalsozialistischen Arbeiterpartei (DNSAP), in der er seit 1922 hauptamtlich tätig war. 1933 wurde die DNSAP verboten, ihren Abgeordneten das Mandat aberkannt und Kasper wegen seiner leitenden Tätigkeit im Volkssport wegen Verdachts auf Gefährdung der tschechoslowakischen Republik von Oktober 1933 bis März 1934 in Untersuchungshaft genommen. Ab 1935 war Kasper Funktionär der Sudetendeutschen Partei, wo er in starken Gegensatz zum Parteiführer Konrad Henlein geriet und zeitweilig ausgeschlossen wurde. Ende 1938 wechselte Kasper ins Reichsgebiet und trat zum 1. November desselben Jahres der NSDAP bei (Mitgliedsnummer 6.430.407), für die er schon vorher illegal tätig war. Zeitgleich hatte er als Informant für den Sicherheitsdienst des Reichsführers SS gearbeitet. Kasper arbeitete zunächst als Sonderbeauftragter für Deutschtumsarbeit in der Volksdeutschen Mittelstelle. Im Januar 1939 wurde er Mitglied der Allgemeinen SS (SS-Nummer 313.997), in der er es im November 1940 bis zum Rang eines Oberführers brachte. Während des Zweiten Weltkrieges war er von Juni 1940 bis Oktober 1941 Mitarbeiter des „Reichskommissars für die besetzten norwegischen Gebiete“ Josef Terboven und von Januar 1942 bis Januar 1943 „Gauwalter“ der DAF in Essen. Ab 1943 war Kasper Offizier der Waffen-SS.
Ab 1945 lebte er in Bülzig sowie Wittenberg, wo er im Juli 1946 vom sowjetischen Geheimdienst des NKWD festgenommen wurde. Sowjetischen Unterlagen zufolge starb er Ende Januar 1947 an einem unbekannten Ort der Sowjetischen Besatzungszone.